# Слінченко Володимир Іванович
Володимир Іванович Слінченко (28 липня 1931, село Мар'янівка, тепер Козельщинського району Полтавської області) — український радянський і компартійний діяч, міністр побутового обслуговування населення УРСР. Депутат Верховної Ради УРСР 9-го і 11-го скликань. Кандидат економічних наук, член-кореспондент інженерної академії України.

## Біографія
У 1946 році закінчив 7 класів Мар'янівської неповної середньої школи Козельщинського району Полтавської області, почав працювати причіплювачем у тракторній бригаді колгоспу. У 1948 році закінчив ремісниче училище № 6 міста Крюкова (тепер у складі міста Кременчук Полтавської області)
У 1948—1954 роках — токар, інструктор-наладчик, 1-й заступник секретаря комітету комсомолу, технолог Харківського заводу транспортного машинобудування № 75 імені Малишева.
Член ВКП(б) з 1951 року.
Закінчив Харківський інженерно-економічний інститут.
У 1954—1963 роках — завідувач організаційного відділу, 2-й, 1-й секретар Комінтернівського районного комітету ЛКСМУ міста Харкова; 2-й, 1-й секретар Харківського міського комітету ЛКСМУ.
У 1963—1972 роках — 2-й, 1-й секретар Дзержинського районного комітету КПУ міста Харкова.
У 1972—1973 роках — інспектор ЦК КПУ, курував Кримську обласну партійну організацію.
23 червня 1973 — 1979 року — 2-й секретар Чернівецького обласного комітету КПУ.
У 1979 — листопаді 1980 року — 1-й заступник міністра побутового обслуговування населення Української РСР.
28 листопада 1980 — 5 червня 1987 року — міністр побутового обслуговування населення Української РСР.
З червня 1987 року працював начальником підвідділу обліку, планування, використання та заготівлі вторинної сировини — заступником начальника відділу з використання вторинних ресурсів Державного планового комітету УРСР.
З 1987 року — на пенсії в місті Києві.

## Нагороди
- два ордена Трудового Червоного Прапора
- орден Знак Пошани
- медалі